# Noferhotepesz (hercegnő)

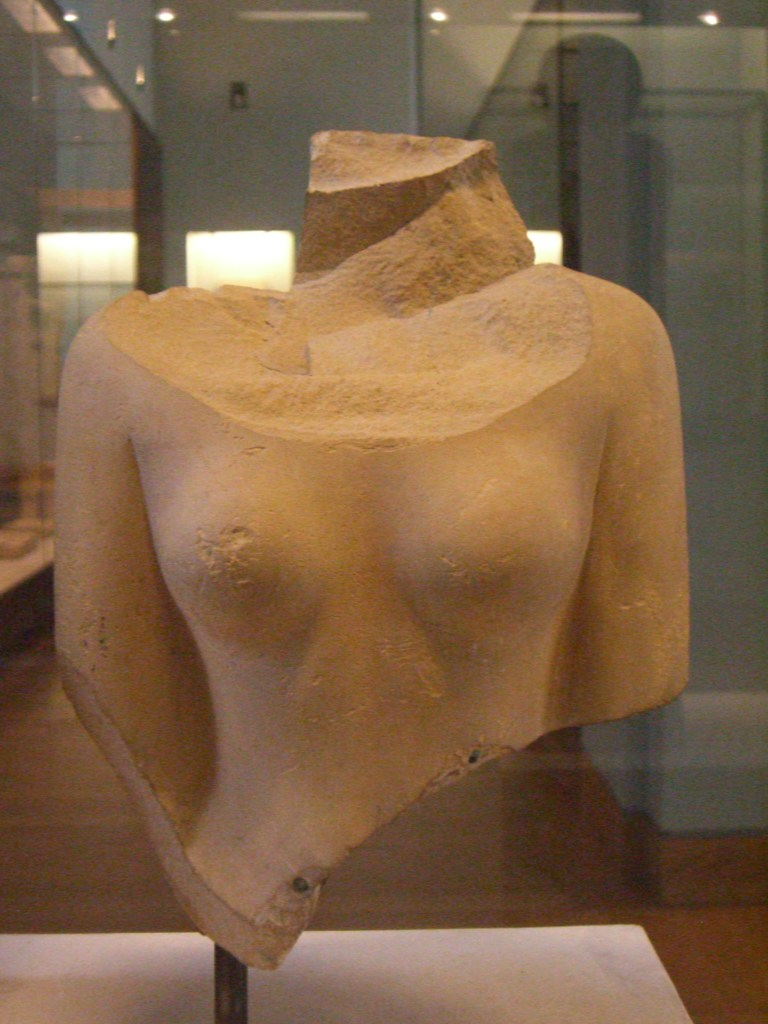
Noferhotepesz

Noferhotepesz (nfr ḥtp-s, „Az ő békéje/elégedettsége/kegyelme gyönyörű”) ókori egyiptomi hercegnő a IV. dinasztia idején; Dzsedefré fáraó leánya. Apja Abu Roás-i piramiskomplexumának romjai közt egy szobortöredéken maradt fenn a neve. Ő a legkorábbi ismert Hathor-papnő. Ez a címe is az Abu Roás-i szobron szerepel (ḥm.t-nṯr ḥwt-hr.w nb.t nh.t – „Hathor, a szikomorfa úrnőjének papnője”). További címei: A király vér szerinti leánya; Az isten felesége.
Sokáig elképzelhetőnek tartották, hogy azonos azzal a Noferhotepesszel, akit  az V. dinasztia első királya, Uszerkaf piramisa melletti kis piramisban temettek el, 2005-ben azonban a Szahuré sírja közeli domborműveken megtalálták egy másik Noferhotepesz nevű hölgy említését, aki Szahuré uralkodása alatt is élt, és így valószínűleg nem azonos a hercegnővel.